# Tijgertandbaars
De tijgertandbaars (Mycteroperca tigris) behoort tot het geslacht Mycteroperca van de onderfamilie van Tandbaarzen (Epinephelinae) van de familie van zaagbaarzen
Deze baars komt voor in het westelijk deel van de Atlantische Oceaan, de Bahama's en Caraïbische Zee. De baars heeft een roodachtig lichaam met verticale strepen op de flanken, en stippels op de kop. Jonge exemplaren zijn geelachtig van kleur. De baars komt voor op beschutte plekken van koraalriffen en kan 85 centimeter groot worden.